# 4352 Kyoto
4352 Kyoto è un asteroide della fascia principale. Scoperto nel 1989, presenta un'orbita caratterizzata da un semiasse maggiore pari a 2,7600265 UA e da un'eccentricità di 0,1971634, inclinata di 11,09402° rispetto all'eclittica.